# Viktor Někrasov
Viktor Platonovič Někrasov, rusky Виктор Платонович Некрасов (4.jul./ 17. června 1911greg., Kyjev – 3. září 1987, Paříž) byl ruský spisovatel, který se stal představitelem sovětské literatury po druhé světové válce.

## Život
Narodil se v rodině kyjevského lékaře. V roce 1936 ukončil studia architektury. V letech 1937–1941 byl hercem a divadelním výtvarníkem v různých sovětských městech.
Po napadení Sovětského svazu Německem byl od srpna 1941 nasazen jako plukovní ženista a zástupce velitele ženijního praporu. Zúčastnil se bojů u Charkova a Stalingradu. Za obranu Stalingradu i během dalších bojů byl celkem třikrát vyznamenán. Na začátku roku 1945 byl v Polsku raněn a demobilizován.
Do komunistické strany – VKS(b) vstoupil v roce 1944, v roce 1973 z ní byl vyloučen.
První slávu si získal dílem Ve stalingradských zákopech, které vyšlo v roce 1946 (česky poprvé 1948) a bylo jednou z prvních knih popisujících válku, pokud to doba umožnila, pravdivě.
V roce 1959 poprvé otiskl svůj nesouhlas s tím, že na místě hromadné vraždy Židů a dalších občanů SSSR v Babím Jaru u Kyjeva měl být vybudován fotbalový stadion. V roce 1966 vystoupil veřejně k 25. výročí těchto událostí. Někrasova poté začali obviňovat z organizace masových sionistických shromáždění. Nikita Sergejevič Chruščov měl prohlásit:
| „                                                          | V Babím Jaru zahynuli také Rusové. Kterých bylo víc? Jestli se tím budeme zabývat, budeme vytvářet svár. | “ |
| — Paměti Daniila Granina Причуды моей памяти, s.58 (rusky) | |   |

To, že nakonec byl památník v Babím Jaru v roce 1976 vybudován, je též zásluha Viktora Někrasova.
V letech 1957–1962 mu bylo umožněno navštívit několik kapitalistických států. Jeho cestopisné dojmy byly kritizovány za poklonkování Západu.
V roce 1966 spolupodepsal Někrasov dopis pětadvaceti pracovníků vědy a kultury Brežněvovi, ve kterém podepsaní nesouhlasili se Stalinovou rehabilitací.
Poslední kniha, která byla Někrasovovi v Sovětském svazu vydána byla v roce 1971 V životě a dopisech (В жизни и в письмах). Zákaz tisku dalších knih nebyl oficiálně vysloven, jeho dříve vydané knihy však začaly mizet z knihoven. Pro liberální postoje obdržel v roce 1969 stranickou důtku a v roce 1973 byl z komunistické strany vyloučen. Při domácí prohlídce v roce 1974 mu byly zabaveny rukopisy a nelegální tiskoviny. Spisovatel byl nato po šest dnů vyslýchán.
V březnu až květnu 1974 byl Někrasov předmětem několika provokací ze strany státní moci. V Kyjevě i Moskvě byl na ulici zadržen policií po záminkou ověření totožnosti, poté byl propuštěn. 20. května 1974 napsal Někrasov osobní dopis Brežněvovi, ve kterém konstatoval, že se stal nepohodlným, že však neví komu. Požádal o umožnění odjezdu ze Sovětského svazu na dva roky. Na tento dopis nedostal odpověď. V červenci 1974 požádal spolu se svou ženou Galinou Bazij (Галина Базий) o výjezdní dokumenty na dvouměsíční cestu k příbuznému do Švýcarska. Toto povolení obdrželi a vycestovali do Švýcarska, později do Paříže. Rodina nevlastního syna (manželčina syna z předchozího manželství) obdržela povolení k vycestování v roce 1976, až po přímé intervenci Louise Aragona.
Viktor Někrasov byl zbaven sovětského občanství v roce 1979. Dožil na předměstí Paříže, kde zemřel v roce 1987. Byl pochován na ruském hřbitově v Sainte-Geneviève-des-Bois, spolu s tisíci dalších ruských a sovětských emigrantů.

## Dílo
- V stalingradských zákopech (В окопах Сталинграда, 1946), překlad: Sergěj a Pavel Machoninovi, Praha : Naše vojsko, 1948
- V rodném městě (В родном городе, 1954), překlad: Miroslav Lukáš, Praha : Svět sovětů, 1957
- Kira Georgijevna (Кира Георгиевна), překlad: Anna Nováková, Praha : SNKLU, 1962
- Candát (Судак), překlad: Anna Nováková, Praha : Československý spisovatel, 1962
- Druhá noc : Povídky (Vtoraja noč : rasskazy), překlad: Anna Nováková, Praha : Naše vojsko, 1963

### Filmografie
- Vojáci/Vojáci ze Stalingradu (film SSSR podle románu V stalingradských zákopech, námět a scénář V. Někrasov, 1956)
- Život znovu začíná (film SSSR podle románu V rodném městě, námět V. Někrasov, 1957)
- Československá televize natočila na námět V. Někrasova v roce 1958 inscenaci Seňka dezertér (režie František Filip)

## Zajímavost
Viktor Někrasov se objevil jako herec v sovětském filmu Člověk se nevzdává z roku 1960.